# Pia Tjelta

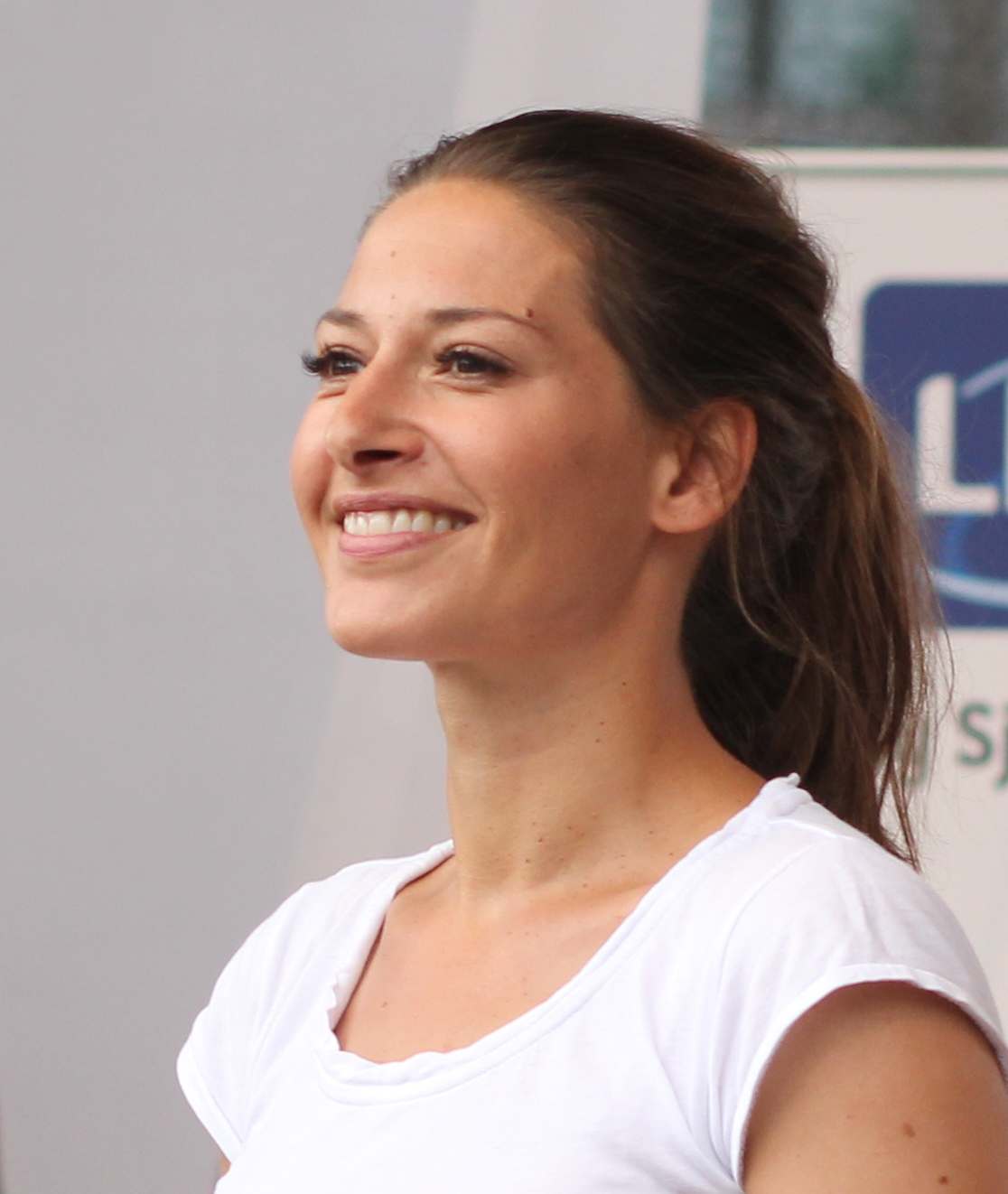
Pia Tjelta (2013)

Pia Merete Tjelta (* 12. September 1977 in Stavanger) ist eine norwegische Schauspielerin.

## Leben
Tjeltas Schauspielkarriere begann bereits Mitte der 1990er Jahre, als sie als Ensemblemitglied eines freien schwedischen Theaters durch Osteuropa tourte. Nach ihrer Rückkehr begann sie ein Schauspielstudium an der Statens teaterhøgskole in Oslo, welches sie zu Gunsten einer Hauptrolle in der von Arild Østin Ommundsen inszenierten Liebeskomödie Mongoland, welches zugleich auch ihr Leinwanddebüt darstellte, und einer Schwangerschaft im Jahr 2000 abbrach. Das Studium selbst beendete sie erst im Jahr 2006.
Trotz ihrer Filmkarriere blieb sie dem Theater verbunden und spielte mehrere Hauptrollen in unterschiedlichen Theaterstücken am Oslo Nye Teater und dem Det Norske Teatret.
Für ihre Darstellungen auf der Leinwand wurde sie bereits mehrfach für unterschiedliche Filmpreise nominiert und ausgezeichnet. Für ihre Darstellungen in Mars & Venus und 90 minutter wurde sie jeweils als Beste Hauptdarstellerin für einen Amanda nominiert. Den Preis selbst konnte sie 2019 für ihre der Darstellung der Maria in dem von Tuva Novotny inszenierten Drama Blinder Fleck gewinnen. Beim Fernsehpreis Gullruten gewann sie im Jahr 2022 in der Kategorie „Beste Nebenrolle“ für ihre Rolle in der TV-Serie Lykkeland. Im Jahr 2023 wurde sie beim selben Fernsehpreis in der Kategorie „Bester Schauspieler“ für ihre Rolle in Made in Oslo ausgezeichnet.
Tjelta ist zum ersten Mal 2001 Mutter geworden. Das Kind stammt aus einer Beziehung mit dem Schauspieler Kyrre Haugen Sydness. Von 2007 bis 2014 war Tjelta mit dem Schauspieler Mads Ousdal liiert. Seit 2015 ist sie mit dem Schauspieler und Drehbuchautor Oddgeir Thune in einer Beziehung. Das Paar hat gemeinsame Zwillinge bekommen.

## Filmografie
- 2001: Mongoland
- 2003: Buddy
- 2007: Mars & Venus
- 2012: 90 minutter
- 2014: Käpt’n Säbelzahn und der Schatz von Lama Rama (Kaptein Sabeltann og skatten i Lama Rama)
- 2014: Amnesia
- 2014–2019: Neste sommer (Fernsehserie, 24 Folgen)
- 2018: Blinder Fleck (Blindsone)
- 2018: Now It’s Dark
- 2018: Kommissar Beck – Die neuen Fälle (Beck, Fernsehreihe, vier Folgen)
- 2018–2022: State of Happiness (Lykkeland, Fernsehserie, 16 Folgen)
- 2019: Hidden – Der Gejagte (Hidden: Förstfödd, Fernsehserie, fünf Folgen)
- 2020: Norsemen (Fernsehserie, sechs Folgen)
- 2022: Diorama
- 2022: Made in Oslo (Fernsehserie, acht Folgen)
- 2023: Festning Norge (Fernsehserie, sechs Folgen)
- 2024: ELSE! (Fernsehserie, zwei Folgen)